# Jošitoši Abe
Jošitoši Abe (安倍 吉俊; místo znaku 吉 má být znak , kde nahoře místo 士 má být 土) (* 3. srpna 1971) je známý japonský výtvarník, který pracuje zejména v oblasti tvorby anime a mangy. Vystudoval na Tokijské národní univerzitě výtvarných umění a hudby.
Známost získal díky své práci na anime Serial Experiments Lain a je také autorem původního konceptu a návrhu postav série NieA under 7. Také vytvořil dódžinši Haibane renmei a scénář anime seriálu založeného na této manze. Spolupracoval také na sérii Texhnolyze a NHK ni jókoso!.
Obvykle používá místo kandži přepis rómadži svého jména do latinky (jošitoši ABe) s velkým písmenem „B“ ve svém příjmení a malým „j“ (v anglickém přepisu „y“ – yoshitoshi) ve jméně.[zdroj⁠?!]